# Policjanci (serial telewizyjny)
Policjanci – polski telewizyjny serial kryminalny w reżyserii Łukasza Wylężałka, emitowany od 7 października do 16 grudnia 1999 na antenie telewizji Polsat. 21 sierpnia 1999 emitowano w Polsacie pilot serialu.
Zdjęcia do serialu kręcono w Warszawie, głównie na komisariacie przy ul. Cyryla i Metodego.
Serial zdobył V miejsce w głosowaniu widzów w ramach Telekamer w 2000 w kategorii serial telewizyjny.
Dawniej serial był emitowany w TV4 (2001–2005), a obecnie w Polsacie 2 (1999–2000, 2002–2006, 2008, od 2022) i Polsat Seriale (od 2022). Ponadto serial jest także zrekonstruowany cyfrowo w Polsat Box Go.

## Fabuła
W lesie koło Warszawy odnalezione zostają zmasakrowane zwłoki dwóch dziewczynek. Sprawę prowadzi dwóch policjantów – Piotr i Smuga, obdarzonych całkowicie odmiennymi charakterami. Smuga za dwa lata przechodzi na emeryturę i chciałby ten okres spokojnie przeczekać. Piotr, świeżo upieczony absolwent szkoły policyjnej, nie akceptuje brutalnych metod policji, ale z drugiej strony nie potrafi się im przeciwstawić.

## Obsada[1]
- Tadeusz Huk – komisarz Smuga
- Radosław Pazura – komisarz Piotr Jasiński ps. „Szczeniak”
- Dorota Kamińska – prokurator Szczucka
- Anna Samusionek – „Majka”
- Aleksandra Nieśpielak – Weronika Jasińska, żona Piotra
- Piotr Fronczewski – generał policji
- Grzegorz Warchoł – komisarz Poleski, komendant komisariatu
- Jerzy Bończak – Siwy
- Krzysztof Kiersznowski – Jurczyk
- Tomasz Lengren – policjant Adamczyk
- Tomasz Sapryk – policjant
- Jerzy Turowicz – policjant
- Cezary Kosiński – patolog
- Marek Barbasiewicz – Kazimierz Navroth
- Zdzisław Wardejn – Piskorski, człowiek Navrotha
- Paweł Deląg – „Nyga”. człowiek Navrotha
- Jan Jankowski – „Lewus”, człowiek Navrotha
- Tadeusz Szymków – Ernest Czaja, człowiek Navrotha
- Piotr Zelt – ochroniarz Piskorskiego, człowiek Navrotha
- Sohrab Ramiar – „Sokole Oko”, człowiek Navrotha
- Sławomira Łozińska – dr Nowak
- Marzena Trybała – okulistka
- Eugeniusz Priwieziencew – minister Puchacz
- Jakub Snochowski – Paker
- Jan Jurewicz – pan Jasio
- Jerzy Łapiński – Andrzej Paser
- Emilian Kamiński – Adam Jobkiewicz, kierownik w ZUS-ie
- Emilian Kamiński – mechanik Stacho Basiak, sobowtór Jobkiewicza
- Stanisława Celińska – kasjerka w ZUS-ie
- Zofia Merle – sąsiadka Jobkiewiczów
- Roman Kłosowski – emeryt Edward Sikora
- Leon Niemczyk – brat Jobkiewiczowej
- Maria Klejdysz – matka Jobkiewicza
- Barbara Zielińska – Janina Basiakowa, żona Stacha
- Janusz Bukowski – dyrektor ZUS-u
- Sylwester Maciejewski – mechanik, kolega Basiaka
- Edyta Olszówka – Helenka
- Ewa Ziętek – Kozubowa, matka Mariusza
- Witold Dębicki – Kozub, ojciec Mariusza
- Sławomir Orzechowski – Obara
- Marcin Troński – Boruń
- Ewa Gorzelak – Zuza
- Elżbieta Kijowska – Drabikowa
- Edyta Łukaszewska – Mariola Drabik
- Leon Charewicz – Starz
- Krystyna Feldman – sprzątaczka w liceum
- Elżbieta Jarosik – matka Błażeja
- Krystyna Tkacz – dyrektor liceum
- Sylwia Wysocka – Danuta Markus
- Maciej Damięcki – ojciec Błażeja
- Mateusz Damięcki – Błażej
- Tomasz Dedek – Roman Markus, były policjant
- Krzysztof Szczerbiński – Arek
- Ewa Szykulska – burdelmama
- Ryszard Jabłoński – menel
- Katarzyna Figura – Kamila Rezner
- Ewa Kasprzyk – żona, ministra Puchacza
- Joanna Pierzak – Luiza
- Bogdan Baer – fotograf
- Marek Kalita – Dodi
- Adam Ferency – Musiał
- Daria Trafankowska – Grzelowa
- Dorota Chotecka – Monika Brzozowska
- Anna Powierza – Justyna, pracownica w klubie go-go
- Bohdan Ejmont – Trojak
- Grzegorz Wons – Zarzycki
- Jacek Braciak – Marcin
- Ewa Dałkowska – matka Patrycji
- Barbara Dziekan-Vajda – mama Filipa
- Robert Gonera – Czepel
- Wojciech Malajkat – asystent profesora Hakenbuscha
- Jan Peszek – ksiądz Kotlarczyk
- Paweł Wawrzecki – ojciec Filipa
- Paulina Kinaszewska – Paulina
- Rafał Mohr – Suchy
- Marek Frąckowiak – ojciec Marcina
- Stanisław Brudny – archiwista
- Lech Adamowski – Furmanek
- Michał Banach – mafioso
- Katarzyna Bargiełowska – urzędniczka ZUS-u
- Zbigniew Bogdański – samochodziarz
- Paweł Boruń-Jagodziński – chłopak na murku
- January Brunov – nauczyciel w-fu
- Magdalena Celówna – matka Luizy
- Ryszard Chlebuś – sprzedawca na stacji benzynowej w Borzęcinie
- Maciej Czapski – lekarz
- Arkadiusz Detmer – kumpel Arka
- Małgorzata Drozd – matka Marcina
- Robert Duchnowski – technik
- Jacek Figura – grajek
- Jowita Flankowska – dziennikarka Polsatu
- Ewa Florczak – sąsiadka Docenta
- Katarzyna Gaertner – kobieta w parku
- Dariusz Gnatowski – lokator
- Sławomir Holland – leśnik
- Paweł Iwanicki – Mariusz Kozub
- Jakub Iwański – Melon
- Michał Jarmicki – policjant w Borzęcinie
- Jacek Kałucki – ksiądz w Borzęcinie
- Jowita Klankowska – Pawłowska
- Paweł Kleszcz – policjant z patrolu
- Anemona Knut – Pieguska
- Aleksandra Koncewicz – sąsiadka Arka
- Aleksandra Konieczna – dama
- Irena Kownas – baba z jajkami
- Katarzyna Łukaszyńska – sąsiadka Błażeja
- Krzysztof Mączyński – ochroniarz
- Anna Mozolanka – żona samochodziarza
- Andrzej Niemirski – Docent, włamywacz
- Mariusz Pilawski – klawisz
- Małgorzata Prażmowska-Jakubiec – pani Mazur, wychowawczyni zabitej Oli Starz
- Waldemar Prokopowicz – profesor Hakenbusch, psychiatra
- Jan Pusek – portier
- Aniceta Raczek-Ochnicka – Starzowa
- Ryszard Radwański – świadek śmierci Grzeli
- Małgorzata Rożniatowska – sprzątaczka
- Zdzisław Rychter – rybak
- Bogdan Stachurski – Ireneusz Duda
- Artur Urban – ochroniarz
- Robert Wabich – mechanik, kolega Basiaka
- Ludmiła Warzecha – matka Bernarda
- Witold Wieliński – barman w knajpie „Cztery piórka”
- Monika Wierzbicka – barmanka
- Antoni Wilkowski – chłopiec
- Krystyna Wolańska – matka Melona
- Agnieszka Wosińska – urzędniczka ZUS-u
- Łucja Żarnecka – gosposia
- Andrzej Andrzejewski – nie wymieniony w napisach
- Andrzej Środziński – nie wymieniony w napisach

## Nagrody i nominacje
| Rok  | Ceremonia       | Nagroda | Kategoria | Wynik     |
| ---- | --------------- | ------- | --------- | --------- |
| 2000 | Telekamery 2000 | –       | Serial    | V miejsce |

## Spis serii
| Seria | Sezon       | Odcinki   | Premiera serii      | Finał serii      | Pora emisji    | Stacja telewizyjna/Platforma streamingowa |
| ----- | ----------- | --------- | ------------------- | ---------------- | -------------- | ----------------------------------------- |
| Pilot | lato 1999   | 1 (1)     | 21 sierpnia 1999    | 21 sierpnia 1999 | sobota 20:00   | Polsat                                    |
| 1.    | jesień 1999 | 1–11 (11) | 7 października 1999 | 16 grudnia 1999  | czwartek 21:00 | Polsat                                    |
| 1.    | wiosna 2025 | 1–11 (11) | 19 maja 2025        | 19 maja 2025     | poniedziałek   | Polsat Box Go                             |

## Nawiązania
Duet policjantów, odegrany przez Huka i Pazurę, pojawia się w filmie Chłopaki nie płaczą (2000), co stanowi nawiązanie do serialu Policjanci.